# 九段線

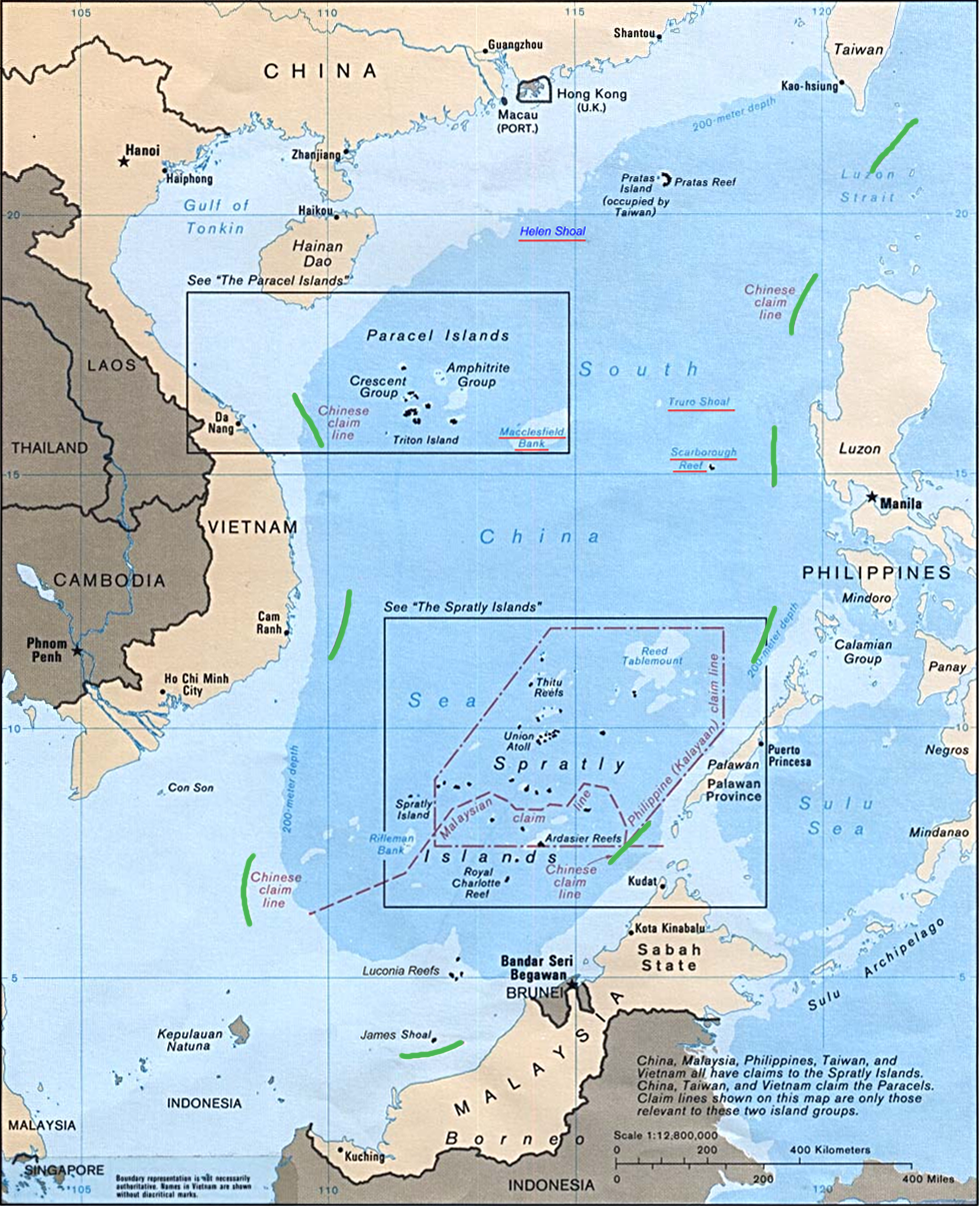
中華人民共和国が主張している“九段線”（緑色）

九段線（きゅうだんせん、簡: 九段线、英: Nine-dash Line）、または、U字線/牛舌線（ベトナム語：Đường 9 đoạn/Đường lưỡi bò/Đường chữ U / 塘𠃩段/塘𦧜𤙭/塘𡨸U）は、南シナ海にあるスプラトリー諸島（中国側呼称：南沙群島）やパラセル諸島（中国側呼称：西沙群島）の領有権及び両諸島周辺の領海、排他的経済水域（EEZ）、大陸棚といった海洋権益問題に関して、1953年から中華人民共和国がその全域にわたる権利を主張するために地図上に引いている破線である。
断続する9つの線の連なりにより示される。なお、2012年5月15日から、中華人民共和国の発行するパスポートの査証欄に九段線が印刷されている。九段線とその囲まれた海域に対する中国の主張の歴史的権利について、2016年7月12日ではハーグの常設仲裁裁判所が「法的根拠が無く、国際法に違反する」と判断を下した（南シナ海判決）。

## 九段線の位置
「九段線」が引かれる位置は、時計回りに以下の通り。
1. バシー海峡
2. 北ルソン島トラフ
3. マニラ海溝
4. スプラトリー諸島（中国側呼称：南沙群島）とフィリピンの間
5. パラワントラフ
6. スプラトリー諸島とマレーシアの間
7. スプラトリー諸島とインドネシア領ナトゥナ諸島の間
8. スプラトリー諸島とベトナムの間
9. パラセル諸島（中国側呼称：西沙群島）とベトナムの間

## 歴史

### 中華民国の「"十一段線"」

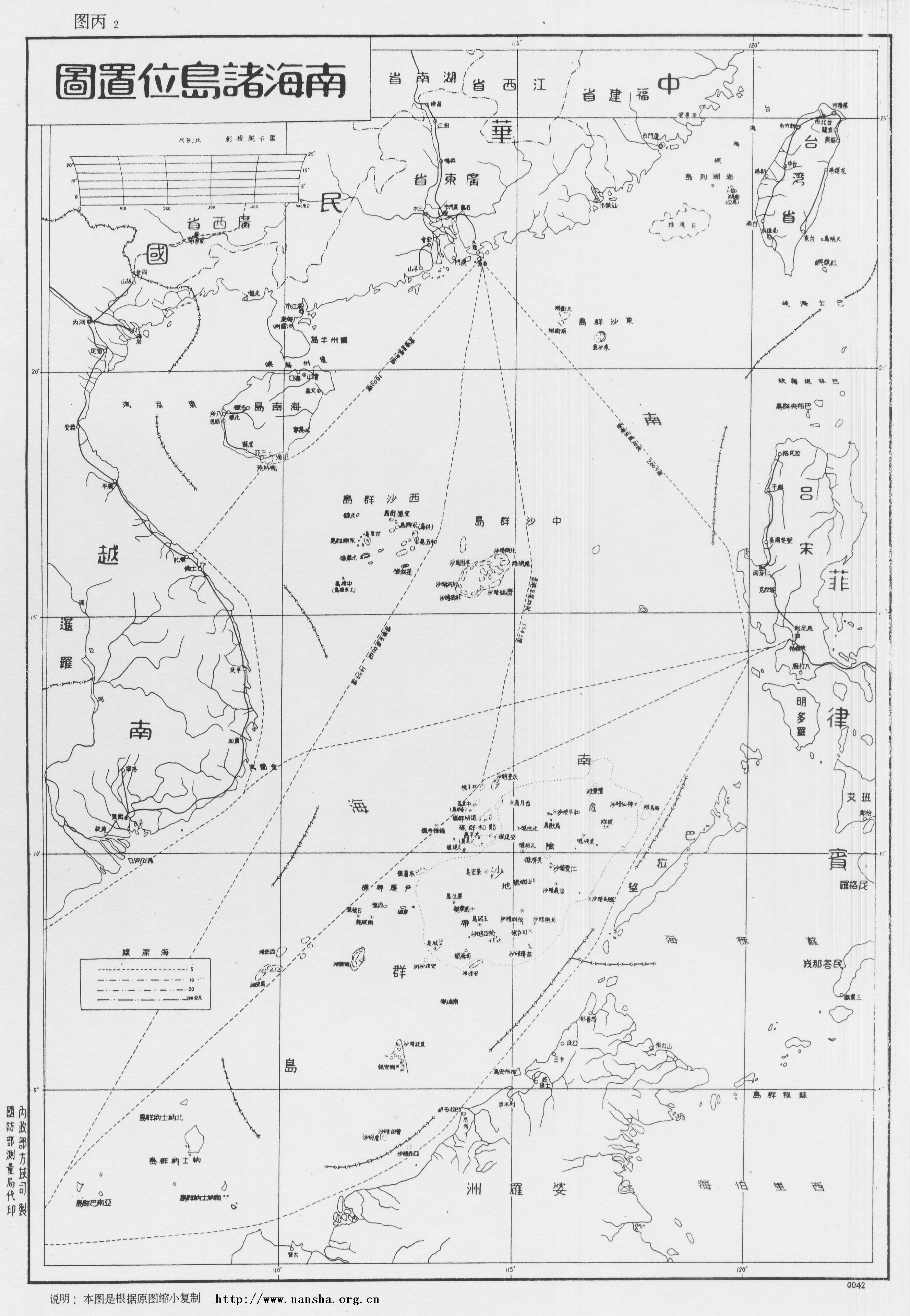
1947年に中華民国が示した“十一段線”

九段線の前身は、中華人民共和国成立（1949年）前の1947年に、当時の中華民国が地図上に引いた十一段線（繁: 十一段線、英: Eleven-dash Line）である。第二次世界大戦の後、中華民国海軍が南シナ海海域の島嶼を使用し始め、水文学調査を実施。1947年12月1日、中華民国の内政省地域局が作成し、国民政府が議決・公布した『南シナ海諸島新旧名称対照表』及び『南シナ海諸島位置図』には、11段のU字線が中華民国の領海として取り囲まれるように描かれていた。
2015年までの中華民国（台湾）では、馬英九の「中華思想」が強い国民党政権が歴史的な立場を強調し、実効支配していない島嶼への領有権、すなわち十一段線の主張を継続していたが、2016年中華民国総統選挙によって政権交代し与党となった民主進歩党の蔡英文政権以降からは一転し、国際法をより重視する姿勢を示しており、主権の問題には極力触れず、航行の自由や紛争の平和的解決のための多国間メカニズムへ参加することを主張し始めた。そのため、十一段線は「強調しない（が）、否定しない、放棄しない」との方針を取ってきた。

### 中華人民共和国の「九段線」
1953年以降、中華人民共和国がベトナム戦争当時支援していた北ベトナム軍のトンキン湾内にある島でのレーダー建設などの活動を妨げないよう、自国の安全保障政策と整合させるべく前述の十一段線のうちからトンキン湾付近の点線2つを除去し、新たに九段線へと書き直された。
近年の領有紛争の一例として、2024年6月17日、フィリピンと中華人民共和国（中国）両国が声明を発表し、中国船とフィリピンの補給船が17日、スプラトリー（南沙）諸島にあるセカンド・トーマス礁付近で衝突したと発表。米国務省によると、カート・キャンベル米国務副長官は17日、この衝突をめぐってフィリピンのラザロ外務次官と電話で協議した。フィリピンの補給船と中国海警局の艦船が衝突したことをめぐり、アメリカのホワイトハウスのカービー広報補佐官（国家安全保障担当）は17日の会見で、中国による「挑発的で無謀な行動」だと非難した。「初期の報告として、少なくともフィリピンの船員1人が負傷した」とも述べ、懸念を示した。
翌日18日、フィリピン軍は南シナ海で補給任務中だった同国海軍のフィリピン兵7人が負傷し、うち水兵1人が中国海警局から「意図的に高速で激突」され、指を切断したと報じた。その他にも中国海警局に銃8丁を押収され、フィリピンのボート4隻を一時拿捕された。交渉の末に解放されたものの、中国側は船体に穴を開けた。
現在に至るまで、中国は一方的に南シナ海での権益を主張しており、南シナ海での近隣諸国に対する危険行為、危険航行を繰り返している。それに対し、日本国政府を含む欧米、アジア各国は国際法を遵守するよう求める声明を度々出している。

## 意義
九段線に対する法的解釈は大体以下の4つがある。
- 島嶼帰属の線：線内の島嶼、東沙群島、南沙群島、中沙群島と西沙群島を含み、及び周辺海域は中国に属しており、中国がこれを管轄し、統制する。
- 歴史的な権利の範囲：線内の島、礁、浅瀬、砂洲は中国領土であり、内水以外の海域は排他的経済水域と大陸棚となる。
- 歴史的な水域線：中国は線内の島、礁、浅瀬、砂洲及び周辺海域の歴史的権利を有するのみならず、線内の全ての海域が中国の歴史的な水域とされる。
- 伝統疆界線（国境線）：線内の島、礁、浅瀬、砂洲及び周辺海域は中国に属しており、線外の区域は公海または他国に属する。

## 権利争議

### 権利主張国
- 中華人民共和国
- 中華民国
- ベトナム
- フィリピン
- マレーシア
- ブルネイ

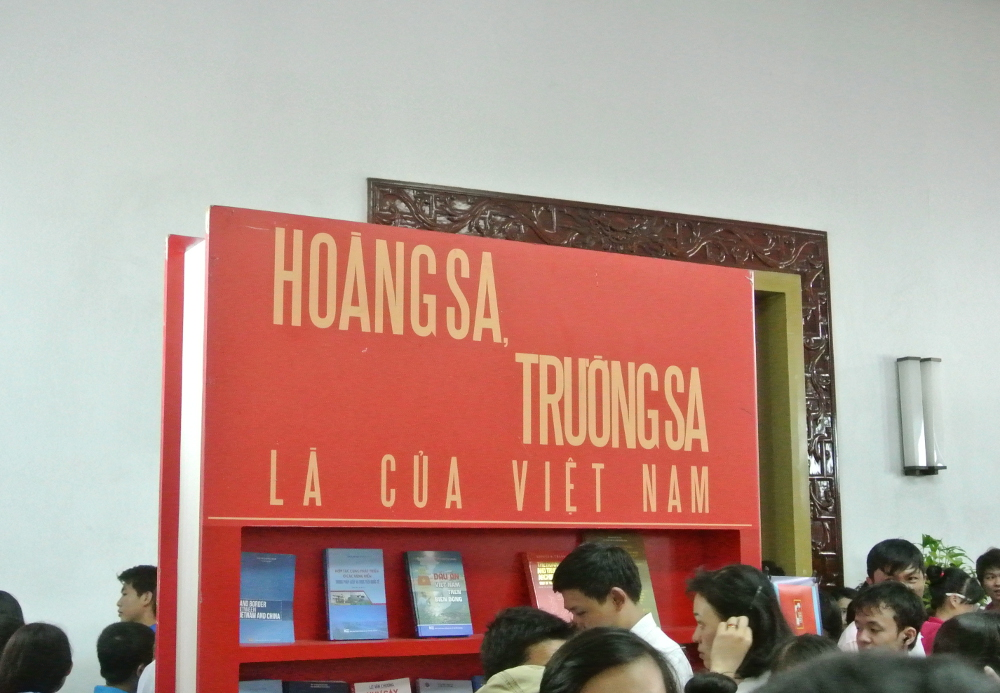
「黃沙・長沙はベトナムのものだ」九段線内の当該諸島の領有権についてのベトナム側の主張・立場をアピールする宣伝文句（2013年、ホーチミン市統一会堂にて）。ベトナム語のQuần đảo Hoàng SaおよびQuần đảo Trường Saは、それぞれ中国語での西沙諸島および南沙諸島に対応する。

豊富な漁場や石油、天然ガス資源、重要な航路帯によって、ベトナム、フィリピン、インドネシア、ブルネイなどが中国及び台湾と対立し始め、南シナ海の領有権も主張している。諸国は中国や台湾が一方的に設定した九段線及び十一段線を認めず、国連海洋法条約に基づいて、それぞれ自国の領有権を主張している。

### 中比仲裁裁判所判断
中国の九段線内側海域に対する歴史的権利の主張について、フィリピンは国連海洋法条約に基づきオランダ・ハーグの常設仲裁裁判所に、その違法性を申し立てていた。
2016年7月12日裁定が下り、仲裁裁判所は中国及び台湾の権利主張に「法的根拠がない」と判断した。フィリピンの「人工島周辺には排他的経済水域はない」という主張が認められると同時に、南沙諸島とスカボロー礁にある全てのリーフは、法的には排他的経済水域および大陸棚を生成しない「岩」と結論づけた。十一段線を主張してきた中華民国（台湾）の蔡英文政権は「裁定は台湾の権利を傷つけるもの」と反発し、実効支配している太平島に軍艦を派遣しており、判決文に「中国の台湾当局」という表現があることについても中華民国立法院は抗議している。また、日本との紛糾を避けて7月に予定していた日台海洋協力対話を延期した。フィリピンのロドリゴ・ドゥテルテ大統領はかねてから「判決の結果は誇示しない」意向を示していたため、「戦争という選択肢はない」として中国と二国間協議を開始すべくフィデル・ラモス元大統領を特使として訪中させると発表し、判決を不服とする中国側もこれを歓迎し、ラモス元大統領も受諾を表明した。ドゥテルテ大統領は就任後初の施政方針演説で南シナ海を「西フィリピン海」と呼ぶ一方、「中国海としても知られている」とするなど中国への配慮を打ち出した。同年10月20日、ドゥテルテ大統領と習近平中国国家主席（総書記）は判決を棚上げして各方面の協力で合意した。合意によりフィリピン漁民の操業が再開され、フィリピン領となる人工島の建設を中国が開始した。2021年5月5日、南シナ海の領有権を巡る中国の主張を否定した南シナ海判決についてドゥテルテ大統領は、「ただの紙切れにすぎない」「（判決は）役に立たない。ゴミ箱に捨てよう」と述べ、中国政府と同様の言い回しで判決を否定した。

## 各国の反応
中華人民共和国のパスポートデザインによる九段線の主張に対して、周辺諸国や関係国は反発しており、下記のような対応をとっている。
- 中華民国の大陸委員会は「争議を惹起し、現状を変えようという魂胆。両岸関係において、お互いの信頼を傷つける」と抗議声明を発表した。
- ベトナムとフィリピンでは、パスポートへの査証欄にスタンプ捺印を拒否し、新パスポートの撤収を強く主張している[要出典]。
- インドでは、中国との係争地域をインド領と示すデザインの査証スタンプを採用し、中国側の地図の上に押している[要出典]。中国の「九段線」主張全体やその海域における中国の公船や漁船の活動に関しても、厳しい態度を示すことがある。
- インドネシアは「九段線を認めない。中国には国連海洋法条約を遵守する義務がある」（ルトノ・マルスディ外務大臣）との立場を表明。九段線と向き合うナトゥナ諸島で軍備を増強し、その北方海域を2017年に「北ナトゥナ海」と改称している[42]。
- アメリカ合衆国国務長官マイク・ポンペオは南シナ海判決4年目の翌日である2020年7月13日、中国の主張は「完全に違法」で「世界は中国が南シナ海を自国の海洋帝国として扱うのを認めない」と声明した[43]。「海洋の自由#「航行の自由」作戦」も参照。